# 강동성
강동성(姜東盛, 1979 ~ )은 대한민국의 그래픽디자이너, 기업 홍보PR 컨설턴트이다. 디자인·광고 공모전에서 현재까지 27회 수상하였으며 뮤지컬,연극 등 다양한 분야에서 아트디렉터로 활동하고 있다.   

## 약력
경상남도 사천에서 출생하였다. 디자이너로 활동 중이며, 디자인·광고 공모전에서 20회 이상 수상하였다. 신문방송학과 시각디자인을 전공하였으며 '광고 크리에이티브', '전략적 커뮤니케이션' 분야에서 활동을 하고 있다. 또한 '데낄라보이즈'의 멤버로 디지털싱글 '이태원으로 가요'를 발표하였다.

## 학력
- 사천초등학교
- 사천중학교
- 대아고등학교
- 성균관대학교 디자인학, 신문방송학

## 수상경력
- 제6회 큐몬디자인그라운드 은상[1]
- 서울메트로 상상디자인공모전 장려상
- 2009경륜경정 대학생광고공모전 금상[2]
- 전국건강증진 홍보디자인대회 대상
- 제1회 LG생활건강 페리오쿨리트공모전 우수상
- 제4회 제주디자인대전 기업디자인 특별상[3]
- 제1회 통일연구원 광고공모전 우수상
- 제11회 대학생광고대상 은상
- 2010 KSPO 광고공모전 입선
- 제1회 좋은병원즐겨찾기공모전 동상
- 장기기증생명나눔 크리에이티브어워드 입선[4]
- 대국민홍보콘텐츠 및 아이디어공모전 금상[5]
- 전남콘텐츠리소스공모전 장려상
- 2011년 전기안전신문광고대상 동상[6]
- 제1회 예금보험공사 대학생광고공모전 장려상
- 도로교통 안전을 위한 홍보작품 현상모집 장려상
- 생활체육포스터공모전 입선
- 제1회 학교폭력예방 광고공모전 장려상
- 한국예탁결재원 광고공모전 우수상
- 건설공제조합 광고공모전 가작
- 시험연구용 LMO 안전관리 포스터 공모전 장려상
- 제 35회 에너지절약작품 현상공모전 가작
- 2017/18 중독예방공모전 우수상[7]
- Miller Fresh Art Competition, Winner Prize[8]
- 유네스코 학습도시 국제회의’ 공식로고·캐릭터 공모전, 강동성그래픽 우수상[9]
- 부산 수돗물 순수365 홍보 디자인 공모전 우수상[10]

## 음반
- 1집 - 2016년 - 이태원으로 가요
- 2집 - 2020년 - 디자이너

## 참여
- 호세윤밴드 "K-jazz is This","K-jazz, the Beginning of a New Standard" - 아트디렉터[11]
- 루체 디지털앨범 "Times" (2011) - 아트디렉터[12]
- 피타입 "Lyrical Saurus" - 커버디자인[13]
- 뮤지컬 "어게인" - 아트디렉터[14]
- 연극 "살아있는 이중생각하" - 아트디렉터[15]
- 뮤지컬 "쓰루더도어" - 아트디렉터[16]
- 뮤지컬 "뮤지컬프로듀서" - 아트디렉터[17]
- 연극 "여도" - 그래픽디자인[18]
- 뮤지컬 "올댓재즈" - 그래픽디자인[19]
- 연극 "블링블링" - 그래픽디자인[20]
- 뮤지컬 "넌센스2" - 그래픽디자인[21]
- 뮤지컬 "더킹" - 그래픽디자인[22]
- 연극 "내사랑콩깍지" - 그래픽디자인[23]
- 뮤지컬 "레미제라블" - 그래픽디자인[24]
- 콘서트 "김형중, 김정민, 이현우 콘서트" - 그래픽디자인[25]
- 콘서트 "혜은이 45주년 콘서트" - 그래픽디자인[26]
- 앨범 "블리스" 디지털싱글 슈퍼맨 - 그래픽디자인[27]
- 앨범 "남예지, 래피" 디지털싱글 어쩌다 어른 - 그래픽디자인[28]
- 연극 "발칙한 동거, 세번의 키스" - 그래픽디자인[29]
- 뮤지컬 "디스이즈잇" - 그래픽디자인[30]
- 공연 "매직 판타시스" - 그래픽디자인[31]
- 콘서트 "유진박" - 그래픽디자인[32]
- 콘서트 "김종서" - 그래픽디자인[33]
- 콘서트 "신유" - 그래픽디자인[34]
- 콘서트 "자미" - 그래픽디자인[35]
- 앨범 "허인영" 디지털싱글 Sweet Tonight - 그래픽디자인[36]
- 뮤지컬 "말괄량이 길들이기" - 그래픽디자인[37]
- 카카오 게임 "신조협려 2015" 타이틀 - 그래픽디자인[38]
- 뮤지컬 "레미제라블-자베르" - 그래픽디자인[39]
- 2018 매경 자본시장 대토론회 - 그래픽디자인[40]
- 2015년 마운티아 FW 메이킹 필름 - 영상디자인[41]
- Tequila boys 1th digital single album「Let's go to Itaewon」 - 영상디자인[42]
- [Official Video] Jose Yoon Band - No Mas Blues - 영상디자인[43]
- 코웨이, 헬시그루 태반캐비어 잡지광고 - 그래픽디자인[44]
- 투어월드 신문광고 전면(15단) - 그래픽디자인[45]
- 건국대학교 미래지식교육원 - 광고디자인[46]
- 자미웰' 입체 메쉬 매트리스 - 브랜드·광고·영상 디자인[47]
- (주)위드라이프그룹, 창립10주년 기념행사 - 총괄 연출 디자인[48]
- 제2회 효·가족사랑 공모전 - 심사위원[49]
- 제1회 효·가족사랑 공모전 - 심사위원[50]
- 모찌나라 - 브랜드·그래픽 디자인[51]
- 대한민국육군협회 - 그래픽디자인[52]
- (주)에이원의료기산업, 신문 5단 광고 - 광고디자인[53]
- 에이서 코리아 - 광고디자인[54]
- 동아출판 '초고필' - 광고디자인
- 연극 "더레터" - 그래픽디자인[55]
- 앨범, "Break A Leg" [A-Young, 블리스] - 그래픽디자인[56]
- 가상화폐 이넥트(ENECT) - 아이덴티티·그래픽 디자인[57]
- 카카오 게임, '사우전드메모리즈' - 영상디자인[58]
- 뮤지컬, '스르스르요니' - 그래픽디자인[59]
- 세계인들이 쓰는 젖병, 포디(podee) - 광고디자인[60]
- 플레이코딩아카데미(PCA) - 브랜드·홍보·그래픽 디자인
- 딜대리 어플리케이션, 신문광고(전면 15단) - 광고디자인[61]
- 국립과천과학관 특별강연회 - 그래픽디자인[62]
- 오페라 '알파티마' - 그래픽디자인[63]
- 가발나라 '삐에로쇼핑' - 그래픽디자인[64]
- 인터컨스텍 신문광고 (전면 15단) - 광고디자인[65]
- 제5회 우수의정대상 - 그래픽디자인[66]
- 레오나르도 다빈치 미디어 아트전 - 그래픽디자인[67]
- 연극 "레미제라블" - 그래픽디자인[68]
- 정상수 "반말하지마라" - 그래픽디자인[69]

## 언론보도
- 웨딩 그리고 파티, 분당의 감성을 대표하는 '분당앤스퀘어', 강동성그래픽브랜딩 참여 (2019-02-22)[70]
- 그래픽디자이너 강동성, '익숙함과 낯섦'이라는 주제로 탐앤탐스(사천점)에서 작품 전시 (2018-11-27)[71]
- 좋은 통기성, 세탁 가능한 친환경 매트리스 '자미웰' 국내 출시, 강동성그래픽 브랜딩 참여 (2018-11-19)[72]
- 창립10주년 (주)위드라이프그룹, 강동성그래픽과 함께 브랜드 강화 주력 (2018-10-31)[73]
- 톡톡튀는 아이디어 돋보이네... '2009 경륜·경정 대학생 광고공모전' (2009-11-04)[74]
- 광고디자인 전문 강동성그래픽, 사무실 확장 및 서비스 론칭 (2017-10-19)[75]
- '익숙함과 낯섦' 봄바람처럼 가볍게 즐기는 전시... 강동성 개인전 개최 (2017-04-29)[76]
- [문화 人] 그래픽디자이너 강동성, "익숙함과 낯섦, 그 모호함의 경계 속에 우리는 살아 간다" (2017-05-06)[77]
- [박정기의 공연산책] 연극성, 대중성 고루 갖춘 뮤지컬 '올 댓 재즈' (2017-05-24)[78]
- [음악꺼리] 정상수·블리스·강스타… 특별한 래퍼 3인의 라이브 (2017-03-18)[79]
- 산단공, 산업단지 홍보 아이디어 수상작 시상식 개최 (2011-11-23)[80]
- '산업단지 알리기' 번뜩이는 아이디어 (2011-11-23)[81]
- 산업단지 아이디어 공모전 금상에 강동성 씨 (2011-11.24)[82]
- [Impress] 깊은 영감을 선사할 당신을 위한 디자인 (2018-08-16)[83]
- 한국형 Pop Art를 향한 열린 디자인 (2013-10-23)[84]
- 유네스코 학습도시 국제회의’ 공식로고·캐릭터 공모전, 강동성그래픽 우수상 수상[85]